# Diapheromera femorata
Diapheromera femorata là một loài bọ que được tìm thấy trên khắp Bắc Mỹ. Chiều dài trung bình của loài này là 75mm (3 inch) đối với con đực và 95mm (3.75 in) đối với con cái.
Nó thường được tìm thấy trong rừng rụng lá trên cả Bắc Mỹ, nơi chúng tìm thấy nguồn thực phẩm của chúng mà bao gồm nhiều loại lá cây. Mặc dù Diapheromera femorata có xu hướng thích tán lá gỗ sồi và hạt dẻ.

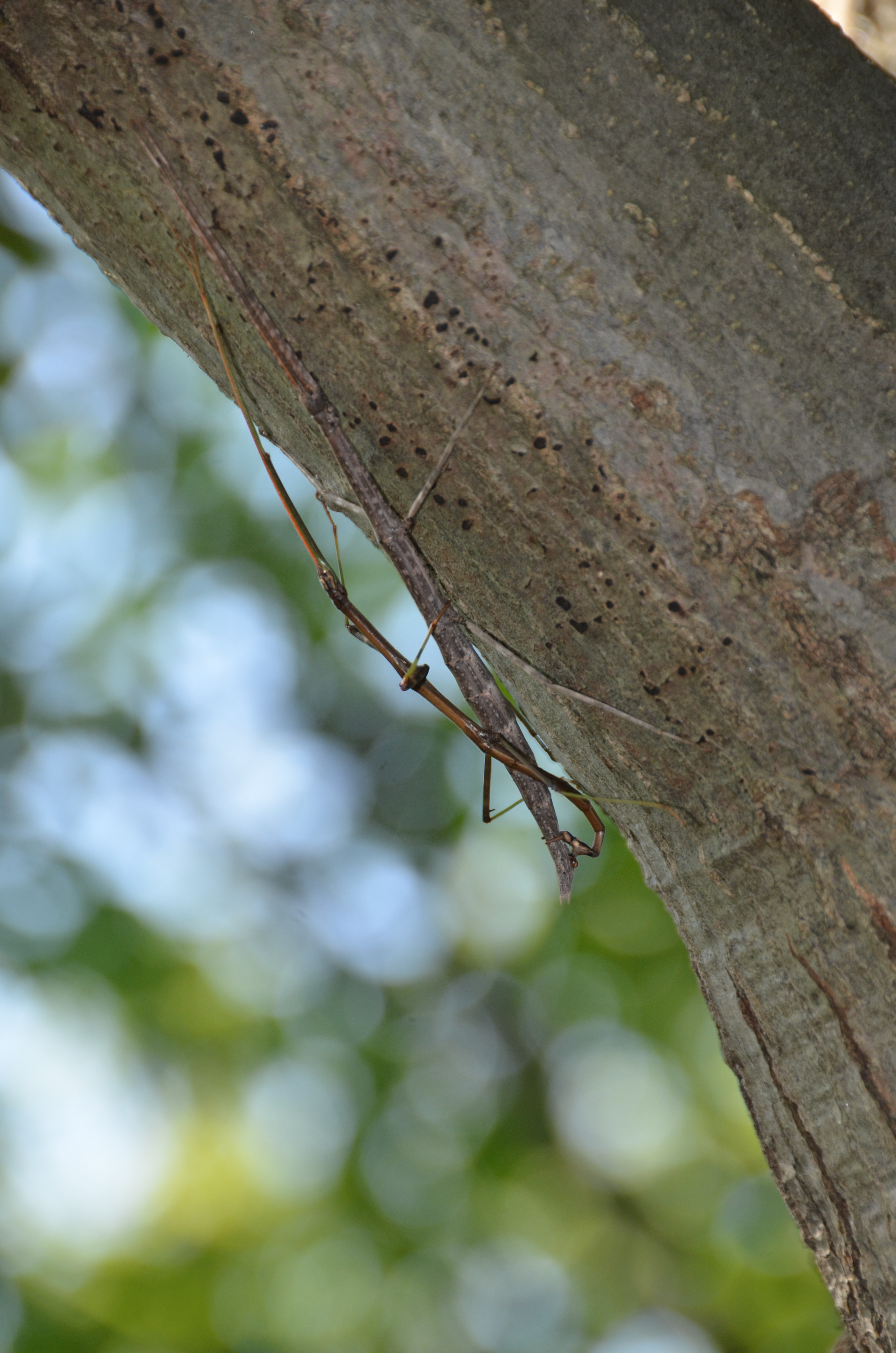
Một diapheromera femorata cặp giao phối trong khu vực Hudson Highlands của NY.